# Félix Calleja
Félix María Calleja del Rey (Medina del Campo, Provincia de Valladolid, Reino de Castilla; 1 de noviembre de 1753-Valencia, España; 24 de julio de 1828).I conde de Calderón, fue un militar y alto funcionario español que ocupó los cargos de 60.º virrey de la Nueva España, así como 2º jefe político superior de Nueva España, capitán general de Valencia, de Andalucía y gobernador de Cádiz, entre otros.
Su carrera militar se fraguó en la Guerra de Independencia de México, siéndole reconocida la victoria en la Batalla del Puente de Calderón (1811), con la que desarticuló completamente la insurrección hasta el levantamiento de Iturbide (1821) y por la que se denominó a su título nobiliario.

## Biografía

### Primeros años
Nació el 1 de noviembre de 1753 en Medina del Campo. Su nombre completo era «Félix María Calleja del Rey Bruder Losada Campaño y Montero de Espinosa». Ingresó a muy temprana edad en el servicio de las armas, donde destacó por su inteligencia y se especializó en cartografía militar. Participó en la fracasada expedición contra Argel de 1775. Siendo teniente, intervino en la reconquista del puerto menorquín de Mahón en 1782 y, ese mismo año, en el mes de septiembre, se encontraba entre las tropas que sitiaron infructuosamente Gibraltar.
Capitán y director del Colegio Militar de El Puerto de Santa María desde 1784 hasta 1788, Félix María Calleja del Rey llegó a la Nueva España en 1789 acompañando al II conde de Revillagigedo, cuando este tomó posesión como virrey. Hombre de gran seriedad y rigor, Calleja ocupó en un primer momento el cargo de capitán de infantería en el regimiento de Saboya, que cambió por el del regimiento de Puebla. Luego fue promovido a comandante de la brigada de infantería de la Intendencia de San Luis Potosí. Bajo el gobierno del virrey Miguel José de Azanza, reprimió con severidad las rebeliones de este sector del virreinato. También luchó contra indios de las praderas y los filibusteros angloamericanos que se infiltraban en el lejano y casi despoblado territorio tejano. Bajo sus órdenes estaba el entonces comandante Ignacio Allende, que posteriormente se convertiría en uno de los héroes de la Independencia mexicana.
El 26 de enero de 1807 contrajo matrimonio con María Francisca de la Gándara de Calleja, hija de Manuel Jerónimo de la Gándara, dueño de la hacienda de Bledos. En la iglesia de San Sebastián de San Luis Potosí, bendijo el matrimonio Mateo Braceras, cura del lugar, y fueron padrinos el coronel Manuel José Rincón Gallardo I Marqués de Guadalupe Gallardo y Ignacia de la Gándara.

### Actos contra los insurgentes
Después de la exitosa y relativamente breve campaña en 1810, el ejército insurgente, a las órdenes del cura Hidalgo, decidió retirarse hacia Valladolid. Ante los vandálicos excesos cometidos por los rebeldes de Hidalgo en Guanajuato, el virrey Francisco Javier Venegas ordenó a Calleja, ahora brigadier de la división de caballería, marchar a la Ciudad de México en su auxilio: los insurgentes habían cosechado una importante victoria -muy onerosa en vidas y haberes- sobre las fuerzas virreinales en el Monte de las Cruces. En la batalla de Aculco, se enfrentó por primera vez con los insurgentes, y los derrotó por completo. Las deserciones fueron cuantiosas y se capturó a unos seiscientos rebeldes, así como armamento y otras pertenencias.
Calleja venció decisivamente a los insurgentes en la batalla de Puente de Calderón, cerca de Guadalajara, donde infligió terribles bajas a los alzados. El remanente de sus fuerzas se trasladó hacia el norte del país, donde los principales líderes serían capturados. Miguel Hidalgo, Ignacio Allende y otros jefes fueron presos y llevados a consejo de guerra, sentenciados y fusilados en Chihuahua. Como recompensa por su victoria, el teniente general Félix María Calleja recibiría el título de conde de Calderón.
Después de eso reconquistó Guanajuato y, a principios de 1811, Guadalajara.
Los 4000 soldados iniciales de Calleja se convertirían en la base de los leales a la Corona, y pelearían contra López Rayón y el cura Morelos.

### Virrey de la Nueva España

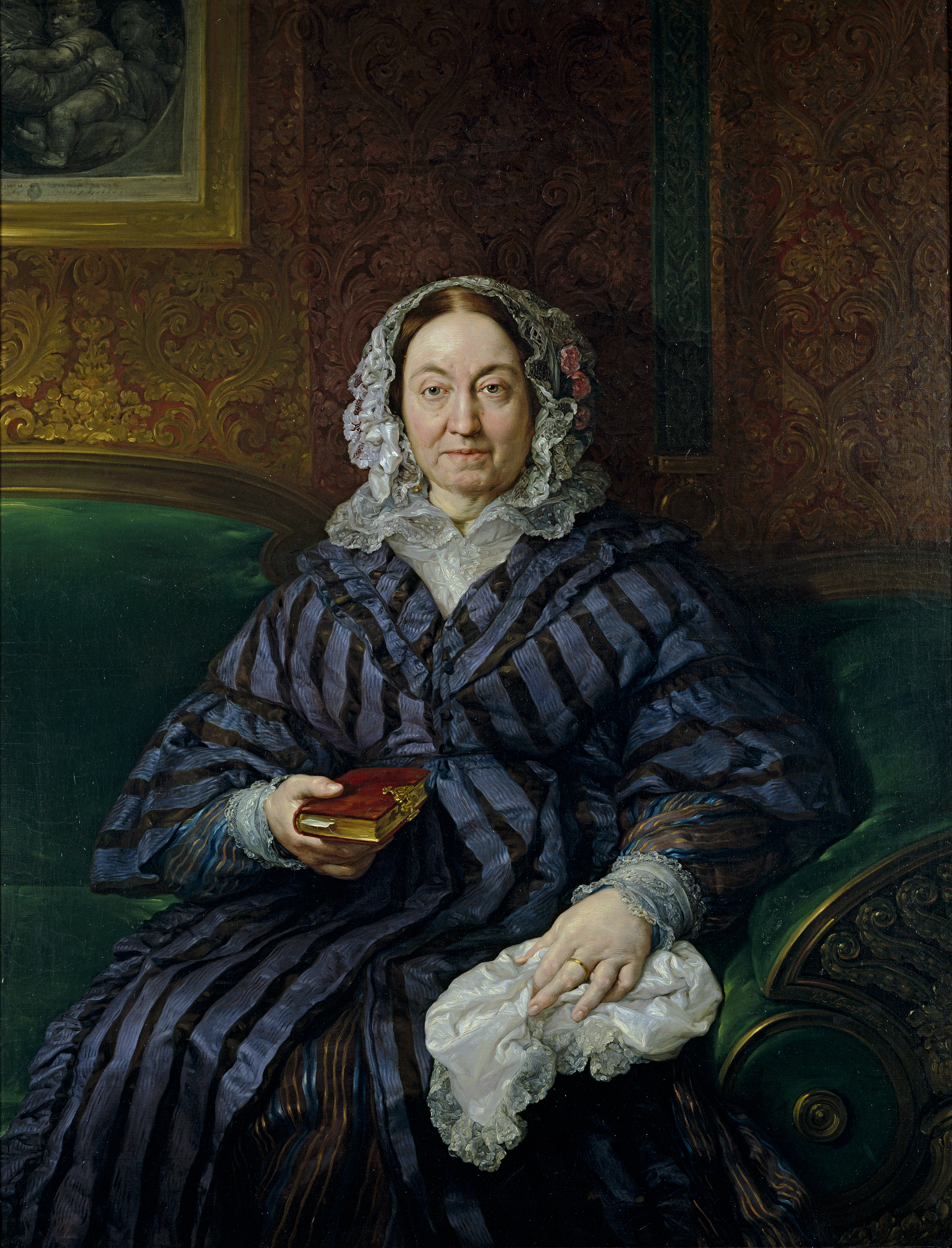
La virreina María Francisca de la Gándara y Cardona, condesa viuda de Calderón (1846), por Vicente López Portaña (Museo del Prado).

Después de fracasar en el sitio de Cuautla, que Morelos logró romper después de 72 días, Calleja regresó a la Ciudad de México. Su casa se convirtió en el centro de reunión de los descontentos con el jefe político superior Venegas, a quien consideraban incapaz de someter a los rebeldes. El 28 de enero de 1813 recibió el cargo de jefe político superior (de acuerdo con la Constitución de Cádiz), en reemplazo de Venegas, pero no tomó posesión hasta el 4 de marzo.
Con la actividad, energía y capacidad que lo caracterizaban, puso manos a la obra para reorganizar el gobierno, la hacienda pública en bancarrota y el ejército mal pertrechado, al que se debían varias soldadas. Calleja confiscó las propiedades de la Inquisición, abolida en España por la constitución de Cádiz de 1812. Entre otras medidas, solicitó un préstamo de dos millones de pesos al sector comercial e hipotecó las alcabalas. Con el dinero obtenido organizó un ejército poderoso y bien equipado, pagado y disciplinado, que llegó a los 39.000 hombres, además de 44.000 milicianos distribuidos entre la población civil. También restableció el libre comercio y reorganizó el servicio postal, interrumpidos ambos por los ataques de los insurgentes.
Mientras tanto, Morelos continuaba sus brillantes campañas por el sur del país, buscando al mismo tiempo una base política para su movimiento.
En 1814 proclamaría una constitución en el Congreso de Apatzingán. Con la llegada del Deseado Fernando VII, se restableció la normativa imperante hasta 1808 y se abolió la constitución de Cádiz. Con esto Calleja del Rey pasó de ser jefe político superior de Nueva España a ser virrey de la Nueva España, con una jurisdicción territorial mucho más amplia.
El jefe realista Agustín de Iturbide venció a las fuerzas de Morelos en la batalla de las Lomas de Santa María frente a Valladolid. El ejército insurgente se dispersó, y el propio jefe de la independencia cayó prisionero poco después.
El 22 de diciembre de 1815, la rebelión parecía llegar a su fin con el fusilamiento de Morelos. Sin embargo, gracias a la resistencia de caudillos como Vicente Guerrero (único que se mantuvo en pie de guerra durante toda la insurgencia), el movimiento insurgente no se extinguió por completo, e incluso recibió nuevos ánimos con la breve intervención del liberal español Xavier Mina, que llegó a combatir por la independencia, aunque pronto fue derrotado y fusilado.
Calleja fue un hombre brillante y resuelto, pero de escasos escrúpulos, que no se detuvo ante nada para acabar con los rebeldes (por ejemplo, diezmó y quintó —hizo ahorcar a uno de cada diez o de cada cinco— a los varones de aldeas y pueblos que habían apoyado la rebelión o recibido en paz a sus contingentes). Permitió a sus comandantes numerosos abusos, siempre y cuando sirvieran con efectividad la causa realista, y fue profundamente odiado por sus contemporáneos. Amigo y protector de Agustín de Iturbide, Calleja y sus medidas brutales, hábilmente exageradas por los insurgentes, provocaron a la postre un rebrote rebelde. La gente comenzó a ver en estos actos una muestra de la injusticia del gobierno realista. Algunos de los mismos realistas, temerosos de perder sus elevadas y lucrativas posiciones con tan enérgico virrey, lo acusaban de ser la causa principal por la que seguían en armas algunas partidas de insurgentes después de la muerte de Morelos. El 20 de septiembre de 1816 fue relevado del gobierno virreinal.

### Regreso a España
A su regreso a España en 1818 fue nombrado caballero gran cruz de la Orden de Isabel la Católica y caballero gran cruz de la Orden de San Hermenegildo y recibió el título de conde de Calderón. Reconociendo su saber hacer, fue asimismo nombrado capitán general de Andalucía y gobernador de Cádiz (1819). Fernando VII le encargó, a iniciativa del marqués de Casa Irujo, la organización de un ejército para reconquistar los territorios ultramarinos de España. De este ejército, el 2.º Batallón Asturiano, al mando del coronel Rafael del Riego, sería el que se alzaría en Las Cabezas de San Juan (Sevilla) el 1 de enero de 1820 proclamando la jura de Fernando VII de la Constitución de Cádiz de 1812. A pesar de los esfuerzos del conde de La Bisbal para sofocar la insurrección, no pudo detener el inicio del Trienio Constitucional que acabó con cualquier esperanza de restaurar el dominio español en América.
Hecho prisionero por Riego, Calleja permaneció encarcelado en Mallorca hasta la restauración absolutista de 1823, cuando volvió al servicio como capitán general de Valencia, cargo que había ocupado anteriormente el también absolutista Francisco Javier Elío, y que él desempeñaría hasta su muerte en 1828.
| Predecesor: Francisco Xavier Venegas | Jefe político superior de Nueva España 1813-1814 | Sucesor: Juan José Ruiz de Apodaca y Eliza |
| Predecesor: Francisco Xavier Venegas | Virrey de la Nueva España 1814-1816              | Sucesor: Juan José Ruiz de Apodaca y Eliza |